# Colinas (Maranhão)
Colinas es un municipio brasileño del estado de Maranhão. Se localiza a una latitud 06º01'33" sur y a una longitud 44º14'57" oeste, estando a una altitud de 141 metros. Su población era 36.787 habitantes según el censo del 2007. Posee un área de 2.033,570 km².
Considerada la “princesa del alto sertón maranhense”, es bañada por las aguas de los ríos Itapecuru y Alpercatas, con un bosque de cocos y vegetación típicas de la Preamazónica Maranhense, Colinas es una ciudad enclavada en el medio de un gran valle, rodeado de colinas y sierras, de ahí se origina su nombre.